# エコーガイド下Fasciaリリース
エコーガイド下ファシア(Fascia)リリース(エコーガイドかファシアリリース、英：Ultrasound-guided Fascia Release)とは、痛み・しびれ等の治療、施術の手法の一つで、エコー画面で異常なファシア(Fascia)を確認しながら、リリース（剥離および弛緩）する手技である。その手法は、注射・鍼・徒手、時に鏡視下手術など多様である。

## 治療・施術の概要
エコー画像でファシア(Fascia)を観察した際に「帯状の高輝度（白い）部位」や「滑走性や柔軟性の低下した部位」が観察されることがあり、これらの部分は、痛み・しびれ等の症状の原因と考えられている。
エコー画像でこれらの部位を観察しながら、注射・鍼・徒手等の手法によりこれらを解消(リリース＝剥離＋)することにより痛み等の症状の緩和、そして柔軟性や滑走性を改善させることを目的としている。

## 主たる種類

### 注射によるエコーガイド下ファシア(Fascia)リリース(Ultrasound-guided fascia release Injection)
液体（注射）でリリースするため、エコーガイド下ファシア(Fascia)ハイドロリリース（Ultrasound-guided fascia hydrorelease）とも称される。エコーガイド下にファシア(Fascia)の「帯状の高輝度（白い）部位」へ注射によりリリースする手技。注射液としては局所麻酔薬、生理食塩水、リンゲル液などが用いられることが多い。

### 鍼を用いたファシア(Fascia)リリース（Fascia release of dry needling）
エコーガイド下にファシア(Fascia)の「帯状の高輝度（白い）部位」へ鍼を刺鍼することによりリリースする手技

### 徒手によるファシア(Fascia)リリース（Fascia release manipulation）
エコーガイド下にファシア(Fascia)の「帯状の高輝度（白い）部位」へ徒手療法を用いてリリースする手技